# جامع أبو الزهراء الصادق الأمين
جامع أبو الزهراء من مساجد الموصل الواقعة في المنطقة الشمالية من العراق ضمن محافظة نينوى ويقع في قرية مشيرفة، وتأريخ بناؤه وتأسيسهِ عام 1421هـ/2000م، وتبلغ مساحة الجامع 1100 متر مربع، وفيه مصلى حرم واسع يتسع لأكثر من 300 مصل، وتم التبرع ببناؤءه من قبل المحسنين، وتعلو البناء قبة واحدة وليس فيه منارة، وبني بطراز حديث بالطابوق والحجر.